# Ситковецкий, Александр Витальевич
Александр Витальевич Ситковецкий (род. 5 апреля 1955, Москва) — советский рок-музыкант, гитарист, вокалист, композитор. Основатель и лидер групп «Високосное лето» и «Автограф». Признан[кем?] одним из лучших российских гитаристов.

## Биография
Родился 5 апреля 1955 года в Москве. Выходец из музыкальной династии: дед по отцовской линии Григорий Моисеевич Ситковецкий (1897—1970) был известным в Киеве музыкальным педагогом, дед по материнской линии — композитор Михаил Абрамович Смузиков (1904—1990), во время войны руководил армейским джаз-ансамблем; дядя — скрипач Юлиан Григорьевич Ситковецкий (его жена — пианистка Белла Давидович). Отец — альтист Виталий Григорьевич Ситковецкий (1927—2012), мать — историк-архивист, библиограф Майя Михайловна Ситковецкая (урождённая Смузикова, 1930—?), сотрудник ЦГАЛИ (1954—1987); двоюродный брат — скрипач Дмитрий Ситковецкий.

## Музыкальная деятельность
В детстве учился в музыкальной школе по классу скрипки, но потерял к ней впоследствии интерес и стал обучаться игре на гитаре. Благодаря отцу, часто выезжавшему с оркестром на гастроли за границу, первой гитарой Ситковецкого становится редкий в СССР Fender Stratocaster. В 1972 году он знакомится с Анатолием, позднее Крисом Кельми и начинает играть в группе By All Means с Кельми, Андреем Давидяном и Игорем Окуджава.
В 1973 году возникает группа «Високосное Лето», ставшая одним из пионеров арт-рока в СССР. Первый состав: Ситковецкий, Кельми, Юрий Титов, чуть позднее вокалистом присоединился Андрей Давидян. В 1976 году, благодаря посредничеству Александра Кутикова, бас-гитариста группы, начинается сотрудничество Ситковецкого с рок-поэтессой Маргаритой Пушкиной.
Параллельно с «Високосным летом», Ситковецкий учится на химическом факультете МГУ, выпустившись в 1977 году.
В 1979 году из-за разногласий между членами группы «Високосное Лето» распадается. Уже тогда Ситковецкий задумывает создать группу, профессионально исполняющую прогрессивный арт-рок. В результате, 4 мая того же года появляется «Автограф». Осенью «по старой памяти» к группе присоединяется Кельми, приведя с собой вокалиста Сергея Брутяна.
Ансамбль начинает репетировать в подвале одного из общежитий рядом с метро «Автозаводская». Вскоре об этих репетициях узнаёт Артемий Троицкий и предлагает Ситковецкому выступить на «Весенних ритмах» Тбилиси-80, первом официальном рок-фестивале в СССР. Группа получила 2 место и 2 специальных приза: «За лучшую политическую песню» и «За лучшую композицию фестиваля» и, позднее, подписывает контракт с Москонцертом. В том же году Ситковецкий вместе с группой снялся в фильме Леонида Квинихидзе «Шляпа», где сыграл роль Вячека Захарова. В фильме прозвучали 4 композиции Ситковецкого: «Пристегните Ремни Безопасности», «Ирландия, Ольстер», «Блюз Каприз» и «Монолог», где вместе с группой спела Ирина Отиева. Последнюю композицию, помимо «Автографа», исполняла также Алла Пугачёва в 1984 году на концертах в Ленинграде в рамках концертной программы «Пришла и говорю».
Ситковецкий был гитаристом-самоучкой, но Москонцерт считал, что руководитель ансамбля не может быть без музыкального образования, и поэтому Александр поступает в музыкальное училище имени Гнесиных, окончив его в 1985 году. А 13 июля того же года «Автограф», единственная группа из Восточной Европы, принял участие во всемирном телеконцерте Live Aid for Africa, выступив перед более чем 2 миллиардами человек.
Помимо музыкального таланта (в частности, именно он является автором партии клавишных в «Пристегните Ремни Безопасности» и «S. O. S.»), в Ситковецком открываются дипломатические способности. Он выбивает для группы зарубежные гастроли, отстаивает ряд композиций перед "худсоветом" на первом диске-гиганте группы, вышедшем в 1986 году и разошедшемся тиражом в 6 миллионов пластинок. Тогда же Ситковецкий становится (после Александра Градского) вторым рок-музыкантом — членом Союза Композиторов СССР.
Объездив с гастролями весь Советский Союз, «Автограф» стал первой советской рок-группой, которая достигла коммерческого успеха за границей, выступив в более чем 30 странах мира. В 1987 году приняла участие в советско-американском концерте «Our Move», вместе с Santana, Doobie Brothers, Bonnie Raitt, James Taylor. «Автограф» выступал на бесчисленных международных фестивалях вместе с John McLaughlin, Murray Head, Kenny Rogers, Tom Cochran, Glass Tiger, Ten Years After, Southside Johny and the Jukes, «открывал» концерты для Chicago, работал с продюсером и композитором Дэвидом Фостером в Канаде и Москве, стал лауреатом Сопота-87 фестиваля с отдельными призами публики и прессы и с лучшей песней фестиваля «Мир в Себе».
После двух лет работы с американским менеджером Mary Becker, в 1989 году группа подписала контракт с менеджментом Фрэнка Заппы в Лос-Анджелесе, Калифорния. Дебютный американский альбом Tear Down the Border вышел в 1991 году.

## Сольное творчество
В 1990 году «Автограф» распадается. Ситковецкий переезжает в Америку. Он начинает работать над сольной карьерой и выпускает свой первый (и первый в СССР) гитарный инструментальный альбом Zello, который стал «альбомом года» (1992) в России, а ранее видео на пьесу «Верблюды» из этого альбома, снятое Михаилом Хлебородовым с Федором Бондарчуком в главной роли, получило главный приз ежегодного видео-конкурса в Москве в апреле 1991. В январе того же года Александр был официально признан одним из трех лучших гитаристов страны, он также стал первым в истории российским музыкантом, заключившим прямой издательский контракт с американской P.R.O. фирмой BMI, Inc.
В 1991 году Ситковецкий входит партнёром в компанию А-Т Trade, Inc. бизнесмена Алексея Курочкина (бывшего клавишника джаз-ансамбля Николая Левиновского «Аллегро»), занимающуюся поставкой музыкальных инструментов и оборудования в Россию и др. страны бывшего СССР.
В 1992 году Ситковецкий написал музыку для фильма London Weekend TV «Sitkovetsky» про историю отношений между двоюродными братьями Дмитрием (широко известный скрипач и дирижёр) и Александром. Две центральные пьесы фильма Tribe Bolero и Ruminations были исполнены Ситковецкими вместе с оркестром New European Strings под управлением Дмитрия. Одним из результатов совместной работы стал концертный тур по Франции с этим оркестром в последующем году.
В конце 1998 годов Александр выпускает на своей студии «Red Sunset» в Лос-Анджелесе второй сольный альбом Empty Arena, в записи которого приняли участие многие известные музыканты, включая Дэррила Джонсона из Rolling Stones и Ника Д'Вирджилио из Spock’s Beard.
В 2005 принял участие в реюнионе «Автографа» для тура «Автограф — 25 лет». Главным концертом тура стал концерт, сыгранный 23 июня 2005 года в СК «Олимпийский» (Москва). Спустя 25 лет музыканты легендарной группы «Автограф» снова собрались вместе. Последний раз они играли в «Олимпийском» 15 лет назад. Это было в другом веке, в другой стране и, как заметил лидер группы Александр Ситковецкий, в другой музыке. Но оказалось, что даже через полтора десятка лет они могут собрать аншлаг. Посмотреть на «Автограф» пришли и рядовые меломаны, и коллеги по цеху. В концерте принимали участие: Александр Ситковецкий — гитара, вокал, Леонид Гуткин — бас, вокал, Артур Беркут — вокал, Виктор Михалин — барабаны, перкуссия, вокал, Леонид Макаревич — клавишные. Специальные гости: Сергей Мазаев — саксофон, кларнет, вокал, Сергей Брутян — вокал, Крис Кельми — орган.
В 2009 году состоялась премьера балета Бориса Эйфмана «Онегин», в котором наряду с музыкой П.И. Чайковского использована музыка Ситковецкого с альбомов Zello и Empty Arena.
В 2012 году выступил с «Автографом» на фестивале «Легенды русского рока». Тогда же в интервью объявил о выходе своего нового сольного альбома «Full House» весной 2013 года.
Двойной инструментальный альбом Full House издан в США в апреле 2016. 18 произведений (CD), 16 на виниле. Альбом продюсировал клавишник Tears for Fears Дуг Петти. В записи приняли участие известные музыканты Алекс Эл (Майкл Джексон, Стиви Уандер), Ник Д'Вирджилио (Spock’s Beard, Genesis), Луи Конте и др. Сводил альбом легендарный звукорежиссёр Крис Лорд-Элдж (работавший также с Джо Кокером, Тиной Тёрнер, Мадонной, Rolling Stones, Брюсом Спрингстином) в студии Mix LA, инженер мастеринга — Тед Дженсен из Sterling Sound (работавший с альбомами Eagles, Билли Джоэла, Норы Джонс и др.).
В 2022 году состоялась премьера балета Бориса Эйфмана «Чайка. Балетная история», в котором наряду с музыкой С.В. Рахманинова использована музыка Ситковецкого с альбома Full House. Это уже второй балет Бориса Эйфмана, в котором значительную часть саундтрека составляет музыка Александра.
В январе 2023 года в Москве в издательстве Бослен вышла книга Александра Ситковецкого "It's a Long Story...". Это не просто рок-мемуары музыканта, создавшего группы "Високосное Лето" и "Автограф", но и подробное и увлекательное свидетельство нескольких эпох. В анонсе издательство поишет: "«It’s a Long Story...» — история одного московского парня и его друзей, однажды посвятивших себя Музыке, которая навсегда изменила их жизнь...".
В настоящее время музыкант работает над первым своим альбомом-компиляцией из серии "The Best of". Предварительная дата релиза - декабрь 2023.

## Дискография

### Студийные альбомы
- Zello (1991)
- Empty Arena (1998)
- Full House (2016)

### «Автограф»
- Ирландия. Ольстер (1981)
- Автограф — 2 (1984)
- Автограф (1986)
- Каменный край (1989)
- Tear Down the Border (1991)
- Автограф — 1 (1996)
- 25 лет спустя (2005)

## Семья
Был женат на Ольге Ситковецкой, пианистке, в прошлом преподавателе музыкального училища при Московской консерватории. Сегодня Ольга - концертмейстер "звезд" - от Иегуди Менухина и Мстислава Ростроповича в прошлом до Пинчас Цукерман, Максима Венгерова и Рено Капюсона в наши дни.
Вторая жена Елена Ситковецкая, архитектор, дизайнер интерьеров, художник.
Имеет трех сыновей. Один из них — Александр Александрович Ситковецкий, известный скрипач.